# Rezerwat przyrody Dęby Sądowskie
Rezerwat przyrody „Dęby Sądowskie” – leśny rezerwat przyrody w województwie zachodniopomorskim, w powiecie stargardzkim, w gminie Dolice. Jest położony przy torach kolejowych linii Szczecin-Poznań, około 0,6 km na południowy wschód od przystanku osobowego Ziemomyśl, 2 km na wschód od Sądowa i 7 km na zachód od Choszczna.
Został utworzony zarządzeniem Ministra Leśnictwa i Przemysłu Drzewnego z dnia 11 kwietnia 1985 roku. Zajmuje powierzchnię 3,10 ha (akt powołujący podawał 2,98 ha).
Rezerwat przyrody to wyróżniający się w krajobrazie płat lasu z dobrze ukształtowanym okrajkiem, częściowo otoczony roślinnością nieleśną.
Celem ochrony w rezerwacie jest zachowanie ekosystemu leśnego z dojrzałym lasem liściastym o charakterze grądu subatlantyckiego Stellario holosteae-Carpinetum betuli z licznymi pomnikowymi okazami drzew. W drzewostanie przeważa dąb szypułkowy (Quercus robur) z domieszką buka zwyczajnego (Fagus sylvatica), wiązu szypułkowego (Ulmus laevis), grabu pospolitego (Carpinus betulus) i lipy drobnolistnej (Tilia cordata). W cennym starodrzewie 36 dębów szypułkowych o obwodach powyżej 300 cm (w tym jeden okaz o obwodzie powyżej 700 cm), wiek drzew określany na 320–400 lat. Rezerwat chroni też stanowiska rzadkich i cennych gatunków roślin, grzybów i bezkręgowców.
Rezerwat jest pod zarządem Nadleśnictwa Choszczno. Nadzór sprawuje Regionalny Konserwator Przyrody w Szczecinie.
Według obowiązującego planu ochrony ustanowionego w 2006 roku, obszar rezerwatu objęty jest ochroną czynną.